# Antonio Esfandiari

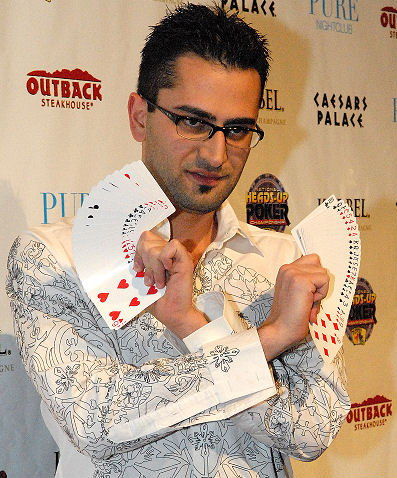
Antonio "the magician" Esfandiari

Antonio Esfandiari, född som Amir Esfandiari 8 december 1978 i Teheran, är en iransk-amerikansk professionell pokerspelare. Esfandiari föddes i Teheran i Iran men flyttade tillsammans med sin familj till San Jose i Kalifornien när han var nio år. 
Som pokerspelare går han under namnet "The magician" och är känd för sina chip tricks. Han har spelat sig själv i filmen Deal. På TV har han medverkat regelbundet i pokerprogram som High Stakes Poker och Poker After Dark.
Han har vunnit tre armband i World Series of Poker (WSOP) och två World Poker Tour-turneringar. Hans bästa placering i WSOP:s Main Event var 24:e plats 2009. 2016 uppgår hans turneringspokervinster till drygt $ 27 miljoner
Under WSOP 2012 vann Esfandiari världens hittills största prissumma i en officiell pokerturnering. I event 55 "BIG ONE FOR ONE DROP" var förstapriset över $18 miljoner. Han placerade sig därmed som nummer ett på listan över mest inspelade turneringspengar i världen, en position han hade till 2014 då den övertogs av Daniel Negreanu. Detta var också Esfandiaris andra armband i WSOP. Det första vann han 2004.